# Surpanakha
Rakshasi, feminino de raxasa, aqui a personagem é Surpanakha (do sânscrito "a possuidora das unhas mais compridas), irmã predileta de Ravana e que tinha o poder se assumir qualquer forma de beldade, que usou para seduzir Lakshmana, o meio irmão e escudeiro de Rama, que o acompanhava no exílio da floresta. (ver Ramayana)
Ela teve o nariz cortado por Rama que descobriu sua trama malvada, mutilando-a para incrementar a ira de Ravana.